# Johann Georg Heinrich von Ammon
Johann Georg Heinrich von Ammon auch Johann George Heinrich von Ammon (* 30. Juni 1760 in Münster; † 8. April 1836 in Düsseldorf) war ein preußischer Beamter.

## Leben

### Familie
Johann Georg Heinrich von Ammon entstammte dem preußischen Adelsgeschlecht Ammon und war der Sohn von Georg Friedrich Ammon (seit 1765 George Friedrich von Ammon) (1723–1765) Gesandter im Niederrheinischen Kreis und dessen Ehefrau Marie Elisabeth (1736–1813) (geb. Heinius). Seine Mutter heiratete 1771 in zweiter Ehe den Geheimrat Gottlieb Ludwig Plessmann (seit 1786 Gottlieb Ludwig von Plessmann) (1722–1793).
Von seinen Geschwistern sind namentlich bekannt:
- Johann Georg Ferdinand von Ammon (* 13. Dezember 1761 in Münster; † 11. September 1814 in Aachen), Kriegs- und Domänenrat;
- Gerhard Friedrich (* 1764; † 1846), Kriegs- und Domänenrat in Moers.

Sein Onkel war der preußische Jurist und Diplomat Christoph Heinrich von Ammon.
Seit dem 30. Juni 1789 war er mit Bernhardina Henriette Johanna Friederika (* 6. März 1765 in Kleve; † 16. Januar 1830 in Düsseldorf), eine Tochter von Bernhard Benjamin von Oven (1726–1807), Gerichtsschreiber, Stadtsekretär, Hofrat und Bürgermeister von Kleve, verheiratet; gemeinsam hatten sie elf Kinder:
- Elisabeth Bernhardine Johanna von Ammon (* 8. April 1790 in Kleve; † 7. Dezember 1869 in Düsseldorf), verheiratet mit dem Kaufmann Johann Wilhelm Gerhard Camphausen (1781–1818);
- Agnes Luise Margarethe von Ammon (* 5. Oktober 1791 in Kleve);
- Carl Georg Wilhelm von Ammon (* 23. Februar 1793 in Kleve; † 27. Juli 1852 in Bad Oeynhausen), Obersteuerinspektor und Steuerrat in Kranenburg[6]; verheiratet mit Suzanna Martina Cornelia Wilhelmina (1808–1883), Tochter von Johannes Casparus Govardus von Daehne van Varick (1781–1825);
- Friedrich Ferdinand von Ammon (* 17. November 1794 in Dinslaken; † 14. Oktober 1874 in Niederdollendorf), Parlamentarier; verheiratet mit Clara Delius (1811–1879), Tochter des Regierungspräsidenten Daniel Heinrich Delius;
- Amalie Friderike Christine von Ammon (* 17. Januar 1796 in Kleve);
- Wilhelm Heinrich Ludwig von Ammon (* 22. August 1797 in Kleve);
- Ernst Friderich Johann Phillipp von Ammon (* 25. Juni 1799 in Kleve);
- Clara Henriette Wilhelmine Franziska von Ammon (* 25. Januar 1801 in Kleve; † 3. Juni 1887), verheiratet mit dem preußischen Landrat der Rheinprovinz Eberhard von Hymmen;
- Charlotte Friederike Albertine Henriette von Ammon (* 8. Februar 1803 in Kleve; † 29. Oktober 1869)[7], verheiratet mit Eduard Delius (* 17. Juli 1809, † 11. April 1861), Regierungsvizepräsident in Koblenz, 1863 postum geadelt;
- Peter Hubert Karl Heinrich von Ammon (* 8. November 1805 in Düsseldorf; † 13. November 1872 in Bonn); Oberprokurator beim Landgericht in Bonn[8]
- Bertha Maria von Ammon (* 17. März 1810 in Düsseldorf).

Der Onkel seiner Ehefrau war der preußische Generalmajor Friedrich von Oven.
Sein Nachlass befindet sich im Geheimen Staatsarchiv Preußischer Kulturbesitz.

### Werdegang
Johann Georg Heinrich von Ammon erhielt in Geldern einen sechsjährigen Privatunterricht und wurde dadurch auf die Universität vorbereitet.
Er immatrikulierte sich am 3. Dezember 1777 an der Universität Duisburg und studierte bis 1780 Rechtswissenschaften und hörte dazu noch unter anderem historische und philosophische Vorlesungen. Nach dem Studium hielt er sich noch für sechs Monate bei seinen Eltern auf.
Im Mai 1781 wurde er Referendar bei der Kriegs- und Domänenkammer in Kleve und unternahm 1783 mit königlicher Erlaubnis zusammen mit dem Kriegs- und Domänenrat Freiherr Friedemann Heinrich Christian von Schellersheim (1752–1836) eine Reise nach Sachsen und Berlin, an den Oberrhein, in das Elsass, in die Schweiz, Italien und Frankreich sowie Holland. Nachdem er im Frühjahr 1784 nach Kleve zurückgekehrt war, reiste er im gleichen Sommer mit dem Oberkonsistorialrat Johann Esaias Silberschlag, der Wasserbauten begutachtete, nach Geldern, Moers, Berg sowie Mark und machte sich mit den dortigen Fabriken und Manufakturen vertraut.
Im Januar 1786 beantragte er, gemeinsam mit seinem jüngeren Bruder Johann Georg Ferdinand von Ammon, die Zulassung zum Großen Examen; im Beisein des Ministers Joachim Christian von Blumenthal bestanden sie das Examen am 15. Juli 1786, mit dem Ergebnis, dass sie für das Ratsamt geeignet seien, anschließend wurde er als Assessor zur Deputation nach Hamm versetzt.
Seit November 1788 war er Kriegs- und Domänenrat in Kleve und stand noch im Jahr 1800 als Kriegs- und Domänenrat bei der klevischen Kammer in Wesel, bevor er im November 1803 von Kleve nach Hamm versetzt wurde. Von 1801 bis 1803 leitete von Ammon gemeinsam mit Generalmajor Anton Wilhelm von L’Estocq und Regierungsassessor Karl von Bernuth die königliche Sicherheitskommission in Bochum zur Bekämpfung des Räuberunwesens.
Im Frühjahr 1804 nahm er seinen Abschied. Am 21. März 1815 wurde er zum ersten Feldhauptmann des Landsturms in Düsseldorf ernannt. Am 3. Juli 1819 wurde er Stadtrat in Düsseldorf.
Von 1826 bis 1828 war er Abgeordneter im Provinziallandtag der Rheinprovinz für den Stand der Ritterschaft. Beim Landtag von 1830 war er verhindert, beim Landtag 1833 als Stellvertreter gewählt. Wählbar war er, da er seit etwa 1808 Eigentümer von Haus Bönninghausen war.